# Крісювік
63°52′30″ пн. ш. 22°03′47″ зх. д. / 63.875° пн. ш. 22.063° зх. д.Крісювік (ісл. Krýsuvík) — область площею близько 40 км², що включає зони геотермальної і вулканічної активності, а також однойменне поселення, розташована на півдні півострова Рейк'янесскагі в Ісландії. Знаходиться в середині зони розлому Серединно-Атлантичного хребта, перетинає Ісландію.

## Геотермальні поля
У Крісювіку знаходиться кілька геотермальних полів. Найвідомішим з них є Сельтун. Тут сформувалися сольфатари, фумароли, грязьові котли і гарячі джерела. Грунт має відтінки червоного, жовтого і зеленого кольорів.
У 1722—1728 рр. і в XIX столітті тут розроблялися родовища сірки, яка експортувалася в Європу для використання у військових цілях. Німецький учений Роберт Бунзен відвідав цю область в 1845 р і, грунтуючись на проведених тут дослідженнях сольфатари, запропонував гіпотезу про формування сірчаної кислоти в природі.
Сельтун — популярна туристична область. Звідси починаються позначені туристичні стежки до хребта Свейблюхаулс.

## Поселення
Назву Крісювік носить покинуте поселення, що розташоване за декілька сотень метрів на південь від геотермального поля Сельтун. Раніше маєток з такою назвою знаходився біля узбережжя (звідси «-вік», що означає затоку або бухту в назві), проте між 1151 і 1188 роками воно постраждало в результаті виверження вулкану Трьодладінгья.
У XIX столітті тут розташовувалися декілька ферм з опалювальними геотермальною енергією теплицями. Однак з початку 20 століття Крісювік став занепадати, і до 1950-х років, коли аграрна діяльність перестала приносити прибуток, ферми були закриті.

## Озера
На південь і південний схід від поселення, поруч з геотермальними полями знаходяться кілька маар — кратерів, сформованих вибухами перегрітих підземних вод. Розташоване на схід від траси 42 синьо-зелене озеро Грайнаватн (колір пов'язаний з присутністю водоростей і дрібних частинок), яке є найбільшою подібною водоймою (до 46 метрів в глибину і 350 метрів в ширину), утворилося в одному з таких маар. Поблизу від Грайнаватна можна знайти ксеноліти, що містять олівін. По обидва боки від дороги знаходяться два маленьких озера під назвою Ейгюн («очі»).